# Guerre des Goths (401-413)
Pour un article plus général, voir Guerre des Goths.
Batailles
Bataille de Pollenza, bataille de Vérone, sac de Rome
Sous le titre de guerre des Goths (401–413) on regroupe l'ensemble des invasions conduites par Alaric (roi des Wisigoths 395–410) en Italie et, après sa mort, par son beau-frère Athaulf à la fois en Italie et en Gaule.  
Le traité conclu par Théodose Ier (r. 379–395) en 382 avec les Goths permettait à ceux-ci de s’installer en Mésie. C’est là semble-t-il que naquit Alaric qui commença sa carrière militaire sous les ordres du général goth Gaïnas. Allié de Rome pendant le règne de Théodose, il aida à défaire les Francs qui appuyaient l’usurpateur Arbogast. Après la mort de Théodose et la désintégration des armées romaines en 395, il fut proclamé roi des Wisigoths. Commandant alors les seules forces intactes qui restaient dans les Balkans, il chercha mais sans succès à faire reconnaître son statut par Rome.
Il conduisit deux invasions majeures en Italie : la première de 402 à 405 se termina par un accord entre Alaric et le général romain Stilicon; une nouvelle invasion conduisit l’année suivante à un premier siège de Rome, puis en 410 à un nouveau siège qui, cette fois, se termina par la prise et le sac de la ville.
Cette victoire des Goths n’en constituait pas moins une défaite personnelle pour Alaric qui avait toujours espéré voir reconnaître sa valeur et son statut par Rome. Après trois jours de pillage, Alaric dirigea ses troupes vers le sud, ayant probablement comme but de partir pour l’Afrique du nord ou la Sicile. Toutefois, une tempête détruisit sa flotte. Début 411, alors qu’il marchait encore à travers l’Italie, il fut emporté par la fièvre. Son beau-frère Athaulf (r. 411–415) lui succéda et décida de remonter vers le Nord de l'Italie, pour entrer en Gaule en 412; il s’installa en Aquitaine qu’il dut quitter fin 414 ou début 415 sous la pression du général Constance envoyé par l’empereur Honorius et termina ses jours à Barcelone en Espagne. 

## Contexte historique

### La Guerre des Goths (377–382)
La bataille d'Andrinople en 378 au cours de laquelle l’empereur Valens (r. 364–378) trouva la mort, est considérée comme l’une des plus grandes défaites de l’histoire de Rome. Après la mort de Valens, l’empereur d’Occident, Gratien (r. 367–383) attribua le trône à un général venu d’Espagne, Théodose (r. 379–395). Celui-ci dirigea en personne une nouvelle campagne contre les Goths qui dura deux ans et au terme de laquelle il parvint à négocier un traité avec leur nouveau chef, Athanaric; en 382, les Goths, devenus « peuple fédéré », reçurent la permission de s’installer en Mésie et en Thrace et s’engagèrent, en retour, à défendre les frontières de l’Empire romain. 
On ne connaît pas les termes exacts de ce traité, mais certains contemporains le considèrent comme catastrophique; Hydace de Chaves parle de « pace infida » (litt. «  Une  paix trompeuse »). Cette guerre devait en effet modifier la façon dont l’Empire romain traitait avec les peuples barbares. Les Wisigoths, devenus un peuple unifié distinct de leurs cousins Ostrogoths, pouvaient négocier en position de force avec Rome, agissant à certaines reprises comme son allié, à d’autres comme son adversaire,.

### L'Illyricum disputée entre l'Est et l'Ouest

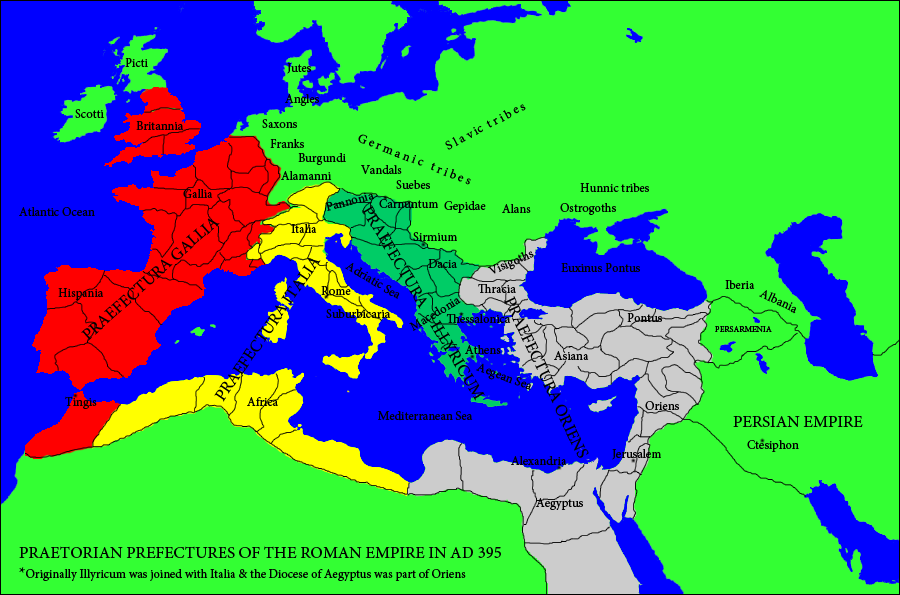
Préfectures du prétoire en 395 : la préfecture d'Illyricum est en vert foncé.

Les « préfectures du prétoire » furent probablement créées après la mort de Constantin Ier (r. 310–337) lorsque ses trois fils se divisèrent son empire. Contrairement aux autres préfectures, celle d’Illyricum devait avoir une existence agitée marquée par sa création, son abolition, son rétablissement et la modification à maintes reprises de ses frontières. Elle comprenait les deux diocèses de Dacie et de Macédoine. À sa plus grande extension, elle s’étendait sur la Pannonie, le Norique, la Crète et la presque totalité de la péninsule des Balkans moins la Thrace. Sous Valentinien Ier (r. 364–375), l’Illyricum faisait partie de la préfecture d'Italie, d'Illyricum et d'Afrique. Il semble que l’Illyricum fut alors séparé de l’Italie : Théodose qui avait reçu la préfecture d’Orient se vit attribuer également les diocèses de Macédoine et de Dacie alors que Gratien qui conservait l’Occident ne retint que la moitié occidentale de l’Illyricum. En 379, l’Illyricum est ainsi dédoublé : sa partie Ouest est rattachée à l’Occident alors que sa partie Est constitue une préfecture autonome plus petite que celles de 357 et 376.

### Jeunesse d'Alaric

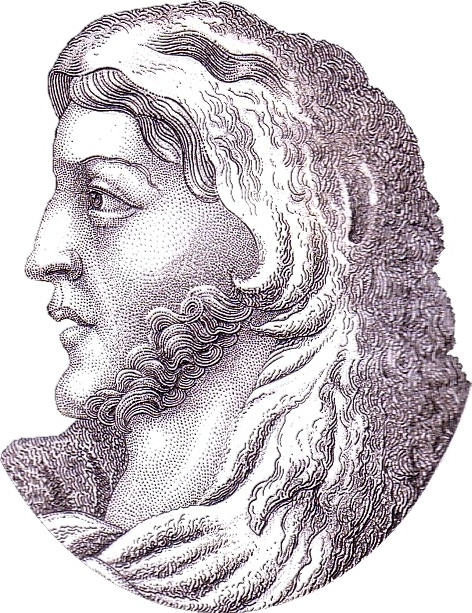
Portrait imaginaire d'Alaric dans C. Strahlheim, Das Welttheater, vol. 4, Frankfurt a.M., 1836.

Si l’on en croit l’historien Jordanès, lui-même d’origine goth, Alaric serait né à Ptéros, lieu-dit du delta du Danube dans l’actuelle Roumanie, d’une famille de la noblesse wisigoth. Il est raisonnable de croire que sa famille fit partie de ces clans goths qui, chassés par les Huns de leur territoire dans les années 370, vinrent s’installer dans les Balkans en 382 après la bataille d’Andrinople,.
En vertu de ce traité, le premier « foedus » ou « convention » passé sur le territoire même de l’Empire romain, les tribus goths obtenaient la permission de s’installer sur des terres cultivables sans supervision administrative directe de Rome et devaient en échange fournir des soldats à l’armée romaine. Dans les décennies qui suivirent nombreux furent les Goths qui s’enrôlèrent ou bien dans les rangs de l’armée régulière de l’Empire d’Orient ou bien comme auxiliaires dans les campagnes menées par Théodose en Occident contre les usurpateurs Magnus Maximus (r. 384–388) et Eugène (r. 392–394), certains d’entre eux atteignant des grades élevés les faisant côtoyer la haute hiérarchie de l’armée romaine.
Alaric commença sa carrière militaire en s’enrôlant dans le contingent goth commandé par Gaïnas qui devait aider l’empereur Théodose en 394 à renverser l’usurpateur Eugène. À cette époque le nom d’Alaric apparaît pour la première fois comme étant à la tête d’une unité qui combattit le général Arbogast lequel, en révolte contre Théodose et son fils Arcadius, avait fait proclamer Eugène empereur lors de la bataille de la rivière Froide. En dépit du sacrifice d’environ 10 000 de ses hommes (selon les sources de l’époque), victimes de la décision de Théodose d’utiliser les fœderati goths en première ligne d’une manœuvre d’encerclement des troupes ennemies, Alaric ne reçut pas de l’empereur la reconnaissance à laquelle il croyait avoir droit. Au contraire, les Romains s’attribuèrent le mérite de l’opération, appropriation qui fit sans doute naitre des doutes chez Alaric et les survivants du massacre sur la fidélité qu’ils devaient à cet empereur et les porter à s’interroger sur l’utilité de demeurer à son service. Se voyant refuser la promotion au grade de magister militum (commandant en chef) de l’armée régulière, Alaric se révolta et marcha contre Constantinople .
Théodose mourut le 17 janvier 395, laissant l’empire à ses deux jeunes fils Arcadius et Honorius dont il aurait confié la garde au commandant de son armée devenu après lui le personnage le plus puissant de l’Empire d’Occident, Stilicon, ,. C’est aussi l’année au cours de laquelle Alaric serait devenu, selon les historiens modernes ,, le roi des Wisigoths. L’historien Peter Heather avance pour sa part que les sources ne permettent pas de déterminer si l’avènement d’Alaric coïncide avec la révolte des Goths après la mort de Théodose ou si celui-ci coïncide plutôt avec la guerre contre Eugène. Quoi qu’il en soit Jordanès écrit que le nouveau roi persuada son peuple « de se donner un royaume grâce à leurs propres efforts plutôt que de servir les autres dans l’oisiveté ».

## Alaric et l'Empire romain d'Orient (397–400)
Après la débâcle de l’armée romaine régulière qui suivit la mort de Théodose et la division de l’empire entre ses deux fils, Stilicon déjà maître de la partie occidentale de l’empire où régnait en théorie Honorius voulut se rendre également maître de la partie orientale où régnait Arcadius,.
Alaric se rebella contre cette invasion dirigée par quelqu’un qu’il considérait occuper un poste qui aurait dû lui revenir. Ses troupes goths ne jouissant plus d’une reconnaissance officielle de l’État ne pouvaient plus forcer les villes à leur fournir l’approvisionnement nécessaire à leur survie; Alaric lança celles-ci dans une « campagne de pillage » aux dires de l’écrivain Claudien, partisan de Stilicon à la cour d’Honorius. L’historien moderne Thomas Burns croit plutôt qu’Alaric fut en fait recruté par le préfet du prétoire d’Orient (deuxième personnage de l’Empire d’Orient) Rufinus pour arrêter l’avance de Stilicon en Thessalie. Aucune bataille n’eut lieu. Les troupes d’Alaric se dirigèrent vers Athènes et de là le long de la côte, Alaric cherchant plutôt à imposer une nouvelle paix aux Romains. Selon Claudien toutefois, les troupes d’Alaric auraient maraudé tout au cours de l’année s’avançant jusqu’aux montagnes du Péloponnèse où une attaque surprise de Stilicon et de l’armée d’Occident venue par mer les aurait arrêtés et forcés à remonter vers le nord en Épire . Selon Zosime les troupes de Stilicon se seraient elles aussi livrées au pillage, laissant celles d’Alaric s’enfuir avec leur butin. 
À Constantinople, le préfet Rufinus persuada l’empereur d’ordonner à Stilicon de retourner avec ses troupes à Rome et de renvoyer à Constantinople les troupes de l’armée d’Orient. Mais à leur arrivée dans la capitale le contingent goth commandé par Gaïnas assassina le préfet Rufinus qui fut remplacé par l’eunuque Eutrope. Gaïnas fut alors nommé magister militum pour la Thrace. En 397, Eutrope réussit à battre les Huns qui maraudaient en Asie mineure. Ayant ainsi réussi à consolider sa position à Constantinople, il convainquit l’empereur Arcadius de faire déclarer Stilicon ennemi public et à nommer Alaric magister militum per Illyricum. Cette reconnaissance permettait à Alaric de faire payer et approvisionner ses troupes par l’État; des négociations s’engagèrent pour permettre également à ses hommes de s’établir définitivement en Illyrie. À Milan, alors capitale de l’Empire d’Occident, Stilicon et ses partisans furent outragés par ce qu’ils considéraient être une trahison.
L’année suivante, en 398, Eutrope put célébrer officiellement sa victoire sur « les loups du nord »; cette célébration incluait la reconnaissance du fait que les troupes romaines avaient été aidées par les Goths dont les armes avaient permis de chasser les Huns d’Arménie. Les relations étaient ainsi redevenues cordiales entre les autorités impériales d’Orient et les Goths lorsqu’Eutrope fut renversé en 399. Le nouveau régime crut alors pouvoir se dispenser des services d’Alaric et transféra la province d’Illyricum à l’Empire de l’Ouest. D’une part ceci privait Alaric de son rang officiel ainsi que du paiement de la solde et de l’approvisionnement de ses soldats, d’autre part le problème goth devenait celui de l’Occident, c’est-à-dire de Stilicon.

## Première invasion de l'Italie (400–403)

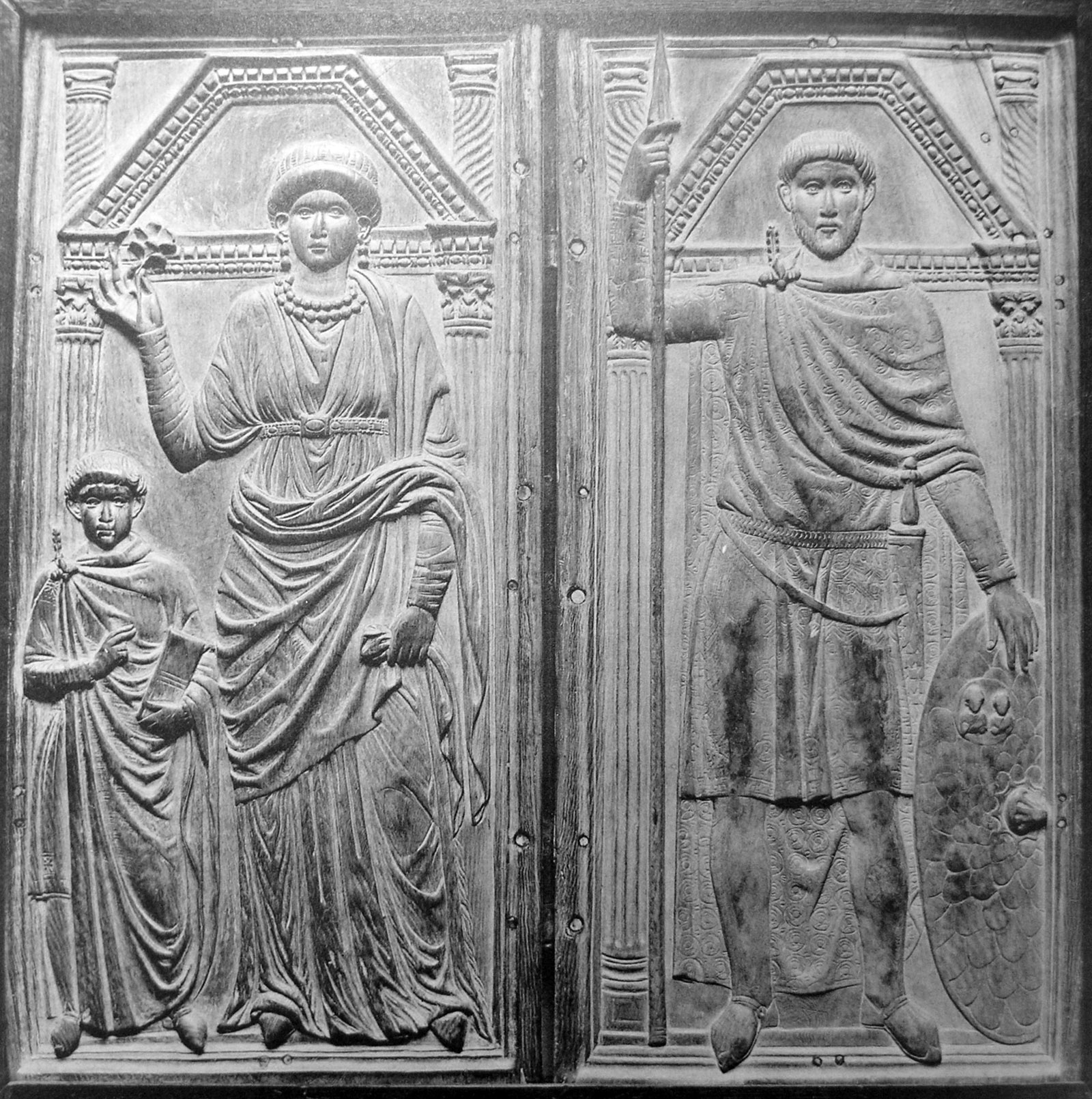
Diptyque représentant probablement Stilicon (droite), sa femme Serena et son Eucherius, vers 395 (Cathédrale de Monza).

C’est au printemps 402 qu’Alaric commença à envahir l’Italie. Bien que les sources de l’époque ne donnent pas de raison pour cette entreprise, il est probable qu’Alaric avait un urgent besoin de provisions pour ses hommes. Selon Claudien, Alaric aurait entendu une voix venant d’un bosquet lui dire : « Assez de tergiversation, Alaric; traverse les Alpes italiennes dès cette année et tu atteindras la Ville». Alaric traversa effectivement les Alpes près d’Aquilea. Pendant une période de six à neuf mois des rapports firent état de pillage par les Goths le long des voies romaines d'Italie du nord. Alors qu’il se trouvait sur la Via Postumia, Alaric fit face à Stilicon.
Deux affrontements eurent lieu. Le premier se déroula à Pollentia (aujourd'hui Pollenzo dans le Piémont), le jour de Pâques. Selon Claudien, Stilico remporta une victoire éclatante, capturant la femme d’Alaric et leurs enfants ainsi qu’une grande partie du butin qu’Alaric avait amassé au cours des cinq dernières années. Au cours de la poursuite qui s’ensuivit, Stilicon offrit de retourner les prisonniers, mais son offre fut refusée. La deuxième bataille eut lieu à Vérone. Là encore, Alaric fut battu; Stilicon lui offrit à nouveau une trêve lui permettant de quitter l’Italie. L’historien Kulikowski explique cette conduite plutôt incompréhensible par le fait que les deux hommes étant en froid avec Constantinople, Stilicon ne voulait pas détruire des forces qui pourraient éventuellement être utilisées contre un adversaire commun. Hansall suit une ligne de pensée similaire expliquant que d’une part la victoire de Stilicon n’était peut-être pas aussi totale que voudrait le faire croire Claudien, d’autre part qu’il aurait pu y avoir une entente secrète en fonction de laquelle Alaric serait entré au service de Stilicon. Cette thèse s’appuie sur un passage de Zosime, écrivant un demi-siècle plus tard, qui suggère qu’en 405 Alaric aurait été « au service de l’Occident », ce qui permet de croire qu’une entente aurait effectivement été conclue en 402. Alaric se retira alors avec ses troupes dans l’une des quatre provinces de Pannonie d’où il pouvait « jouer l’Occident contre l’Orient tout en menaçant l’un et l’autre ». Si Alaric ne s’aventura pas jusqu’à Rome, son invasion eut deux conséquences importantes : d’une part la capitale de l’Empire d’Occident fut transférée de Milan à Ravenne et d’autre part elle força le rappel de la légion XX Valeria Victrix de Bretagne.
Pendant qu’Alaric était en Pannonie, un autre groupe imposant de Goths sous la conduite de leur chef Radagaise, venus avec divers alliés d’en dehors de l’empire, franchirent le Danube et avancèrent vers l’Italie, pillant villes et villages le long de la côte. Bien que le gouvernement eut peine à recruter suffisamment d’hommes pour faire face à ces invasions, Stilicon parvint à arrêter la menace lorsque Radagaise divisa ses forces en trois groupes. Stilicon coinça Radagaise près de Florence et réussit à obtenir leur soumission par la faim. De son côté, Alaric pouvait attendre patiemment l’issue de ces nouvelles attaques pour choisir son camp, alors que Stilicon s’apprêtait à faire face à de nouvelles invasions barbares.

## Deuxième invasion de l'Italie (408–410)

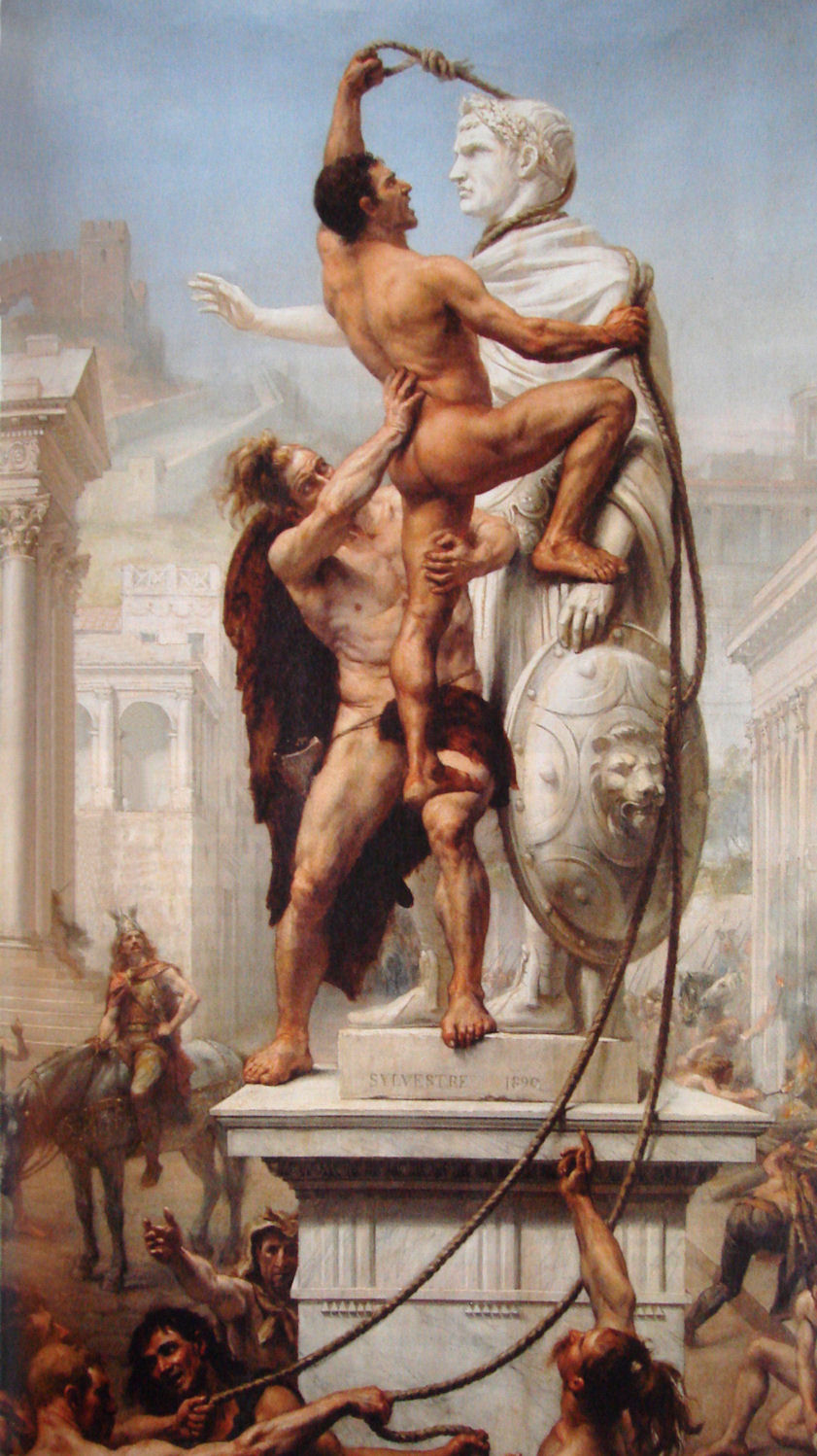
Le sac de Rome par J. N. Sylvestre (1890).

### Accord entre Stilicon et Alaric
En 406 et 407, de nouveaux groupes barbares, composés en grande partie de Vandales, Suèves et Alains traversèrent le Rhin pour envahir la Gaule pendant qu’une révolte éclatait en Bretagne où les troupes acclamèrent l’un des leurs, Constantin,  empereur en 407. Pour défendre la Gaule envahie par les barbares, Constantin quitta la Bretagne avec toutes ses troupes, laissant celle-ci sans défense et s’établit à Trèves. Stilicon pouvait difficilement faire face à autant d’ennemis à la fois. Alaric, qui entretemps avait été nommé magister militum par Stilicon en espérant qu’il aiderait à se débarrasser de l’usurpateur, en profita pour marcher vers l’Italie. S’arrêtant dans le Norique (aujourd’hui l'Autriche), il réclama la somme de 4 000 livres d'or pour ne pas envahir l’Italie ,. Le Sénat se révolta à la pensée d’acheter ainsi la paix et Zosime cite la formule d’un sénateur : Non est ista pax, sed pactio servitutis (litt : « Ceci n’est pas une paix, mais un pacte de servitude »). Malgré les réticences du Sénat, Stilicon agréa le paiement de cette somme. Sensée sur le plan militaire, cette décision affaiblit considérablement Stilicon sur le plan politique à la cour d’Honorius : par deux fois Stilicon avait permis à Alaric de s’échapper et maintenant Radagaise était aux portes de Florence.

### Mort d'Arcadius et de Stilicon
À l’Est, l’empereur Arcadius, mourut le 1er mai 408 et fut remplacé par son fils Théodose II (r. 408–450). Il semble que Stilicon aurait alors voulu marcher sur Constantinople pour y installer un régime qui lui soit favorable. Mais avant qu’il ne puisse entreprendre cette expédition, un coup fomenté contre lui et ses partisans, et mené par le Magister officiorum (maître des offices) (chancelier impérial) Olympius, eut lieu alors qu’il était hors de la ville accompagné d’un seul détachement. Cette unité, formée de Goths et de Huns, était sous le commandement d’un Goth, Sarus, dont les hommes massacrèrent leurs collègues huns pendant leur sommeil. Abandonné, Stilicon fut capturé par des hommes d’Olympius qui, bien que lui ayant promis la vie sauve, le fit assassiner.
Alaric fut alors déclaré « ennemi de l’empereur » pendant que les hommes d’Olympius pourchassaient les survivants goths du massacre ainsi que leurs familles et autres « fédérés » de l’armée lesquels allèrent chercher refuge chez Alaric dans le Norique . Avec la fuite de milliers de recrues, l’armée romaine était désorganisée et l’Italie privée de toute défense,.
Privé de la reconnaissance de l’État, Alaric n’avait plus l’autorité pour collecter les taxes dont il avait besoin pour l’entretien de ses hommes. Il offrit alors de retourner en Pannonie moyennant un montant plutôt modeste et le titre de comes, ce qui lui fut refusé par le régime d’Olympus qui le considérait comme un allié de Stilicon.

### Sièges et prise de Rome (408-410)
Poussé au pied du mur, Alaric et son armée de quelque 30 000 hommes, nombre d’entre eux nouvellement engagés et d’autant plus motivés, marcha sur Rome pour venger les familles victimes de ses soldats massacrés. Il traversa les Alpes juliennes pour arriver en Italie, probablement en utilisant une route et des provisions déjà préparées pour lui par Stilicon. Évitant Ravenne défendue par des marécages et pourvue d’un port de mer, il arriva en septembre 408 devant Rome dont il entreprit immédiatement le siège. Aucun combat ne fut livré, Alaric comptant sur la faim pour briser la volonté des habitants. De fait, et après d’âpres discussions, les habitants agréèrent de lui payer 5 000 livres d’or, 30 000 livres d’argent, 4 000 tuniques, 3 000 peaux teintes et 3 000 livres de poivre. Alaric en profita pour libérer 40 000 esclaves goths qu’il engagea dans son armée avant de lever le siège et se retirer.
Après avoir accepté les termes imposés par Alaric pour lever le siège, l’empereur Honorius revint sur sa décision. Selon l’historien A. D. Lee l’un des points d’achoppement pourrait avoir été la condition mise de l’avant par Alaric d’être nommé commandant en chef de l’armée romaine, et de voir mettre à la disposition des Wisigoths les provinces de Vénétie, Dalmatie et Norique pour s’y installer, conditions qu’Honorius n’était pas prêt à accepter,. Devant le refus de l’empereur, Alaric non seulement entreprit un deuxième siège de Rome, mais fit proclamer par le Sénat la déchéance d’Honorius et son remplacement par un éminent sénateur du nom de Priscus Attale. Comme convenu, Attale nomma immédiatement Alaric magister militum et, de concert, au cours de 409, les deux marchèrent sur Ravenne. Effrayé, Honorius était prêt à partager le pouvoir, lui-même demeurant Augustus à Ravenne pendant qu’Alaric le serait à Rome, ce que refusa Alaric sûr de sa force. Sur ces entrefaites cependant des troupes envoyées de Constantinople, 40 000 hommes si l’on en croit Zosime, lui redonnèrent courage et il décida de gagner du temps.
La seule manière qui aurait permis à Alaric de l’emporter aurait été de forcer le gouverneur d’Afrique, Héraclius, à interrompre l’approvisionnement en blé de l’Italie soumettant ainsi la population par la faim. Mais Héraclius tint bon et Attale avec l’appui du Sénat refusa de faire renverser un gouverneur romain par un contingent de Goths. Alaric qui se trouvait à Rimini convoqua alors Attale et, publiquement, le destitua; après avoir à nouveau vainement tenté de négocier avec Honorius, il se décida à assiéger Rome pour la troisième fois. La nourriture se faisant rare, vers la fin du mois d’août, Alaric entra dans la ville qu’il livra aux trois jours habituels de pillage. 
Le sac de la ville pour tragique qu’il fut par ses destructions, fut probablement moins atroce que les récits qui en furent faits par la suite. Profondément chrétien, Alaric interdit que l’on touche aux églises et autres lieux de cultes, et ordonna que le droit d’asile soit respecté. Et lorsque des objets liturgiques furent dérobés à la basilique Saint-Pierre en dépit de ses ordres, il commanda qu’ils soient retournés et remis avec solennité à leur place. 
À nouveau, Alaric voyait s’envoler son rêve d’être reconnu comme l’un des grands personnages de cette Rome que ses troupes venaient de saccager. Pour reprendre les mots de l’historien Michael Kulikowski : « Tout ce qu’il avait désiré, tout ce pour quoi il s’était battu au cours des derniers quinze ans s’envolait en fumée en même temps que la capitale d’un ancien monde. Le trône impérial sur lequel lui et ses partisans le voyaient installé devenait inaccessible. Ce qu’il pouvait prendre par la force, comme il venait de le faire pour Rome, ne lui serait jamais concédé de plein droit. Le sac de Rome ne résolvait rien et, une fois celui-ci terminé, les troupes d’Alaric n’avaient toujours aucun endroit où s’installer et les perspectives d’avenir étaient plus sombres que jamais».

## Mort d'Alaric, avènement d'Athaulf

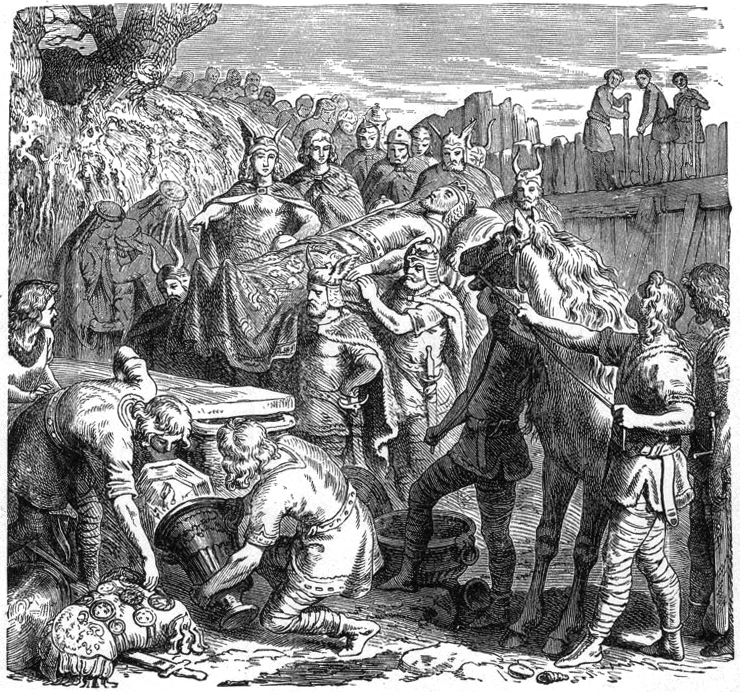
L'ensevelissement d'Alaric dans le lit de la rivière Busento. Gravure sur bois de 1895.

Toutefois les Goths ne devaient pas s’éterniser dans la Ville. Trois jours après la fin du sac, Alaric conduisit ses troupes en Campanie d’où il comptait probablement s’embarquer pour la Sicile afin d'y obtenir des provisions et autres fournitures ou même vers l’Afrique pour affronter Héraclius, lorsqu’une tempête dévasta sa flotte. Il décida de remonter vers le nord de l’Italie, mais alors qu’il se trouvait à Constantia en Calabre, il fut emporté par la fièvre alors qu’il n’avait que quarante ans. Ses hommes emportèrent son corps jusqu’à la rivière Busento. On y construisit un barrage temporaire et on enterra son corps dans le lit de la rivière. Puis, on brisa le barrage et son tombeau fut recouvert par les eaux.
Il fut remplacé à la tête de l’armée par son beau-frère, Athaulf, qui devait épouser la sœur d’Honorius, Galla Placidia, trois ans plus tard,. Il se dirigea alors vers la Gaule où il s’établit avec ses hommes en Aquitaine. Athaulf et ses Goths constituèrent ainsi le premier royaume barbare reconnu au sein de l’Empire romain. Toutefois, il devra quitter celle-ci sous la pression du général Constance (le futur Constance III) pour aller s’établir en Espagne. Ce n’était toutefois que partie remise, car par le fœdus de 416, Honorius accorda aux Wisigoths des terres dans la province Aquitaine seconde (actuellement Bordelais, Charentes et Poitou). Ce sera ensuite le tour des Vandales de s’établir en Espagne et en Afrique, des Burgondes sur le Haut-Rhin et le sud de la Gaule ainsi que les Francs sur le Bas-Rhin et dans le centre et le nord de la Gaule, faisant ainsi naître une série de royaumes barbares autonomes au sein de l’Empire romain.